# محسن عبدلی
محسن عبدلی زاده ۱۳۳۶ در اراک، فیلم‌نامه‌نویس، کارگردان، تدوین‌گر و مدرس سینما و تلویزیون ایران است.

## زندگی‌نامه
وی فعالیت خود را در زمان دانشجوئی با ساخت چند فیلم کوتاه و مستند آغاز نمود. بعد از فارغ‌التحصیلی از دانشگاه صدا و سیما در سال ۱۳۵۸ در رسانه ملی ایران مشغول به همکاری شد و در زمینه‌های کارگردانی، تولید فیلم و تدوین فعالیت داشت. وی همچنین در زمینه برنامه‌های رادیوئی نیز فعالیت می‌کند.

## سوابق اجرائی
- عضو انجمن مستندسازان خانه سینمای ایران
- عضو انجمن صنفی تدوینگران سینما
- داور نخستین جشنواره سراسری فیلم کوتاه دریچه
- داور نخستین جشنواره سراسری فیلم کوتاه اکران ۱۱

## کارگردانی
- تله‌فیلم تصمیم مجنون
- مستند وقتی که شط می‌خروشد
- مستند حماسه بوعلی
- مستند گره عشق
- مستند فردا روشن است
- مستند ملی شدن نفت
- مستند قصه جنگ
- مستند دنیا زیر سؤال
- مستند تقابل اضداد در جهان هستی
- مستند جنگ و صلح
- مستند خانه در دشتی

## دستیار کارگردان
- افسون (فیلم)
- گریز از شهر

## تدوین
- و باز هم عشق
- محبوبه (فیلم ۱۳۷۷)
- افسون (فیلم)
- حماسه دره شیلر
- گریز از شهر
- راهیان
- جاده (مجموعه تلویزیونی)

## مدیر مونتاژ
- مستند برلین غربی
- قصه شیرین قند
- فردا روشن است
- سریال تلویزیونی بازی زندگی
- دولت عشق (مجموعه تلویزیونی)
- به دنبال سایه
- و باز هم عشق
- در محضر تجربه
- راز خنده
- تصمیم مجنون

## تالیفات
- ۲۴۱ کلید خندیدن (مجموعه طنز)
- سبک‌شناسی فیلم
- شناخت عوامل تولید در سینما
- مبانی فیلمنامه
- سینمای تاثیرگذار